# Колхидский подуст
Колхидский подуст (лат. Chondrostoma colchicum) — вид пресноводных рыб из семейства карповых. Обитает в бассейне Кубани и реках черноморского бассейна. Этот вид можно обнаружить на территории России, Грузии и Турции.